# 鶴崎修功
鶴崎 修功（つるさき ひさのり、1995年〈平成7年〉4月19日 - ）は、日本のクイズプレイヤー、タレント。学位は博士（数理科学）（東京大学・2023年）。愛称は ｢鶴ちゃん｣。
鳥取大学附属小学校、鳥取大学附属中学校、鳥取県立鳥取西高等学校、東京大学理学部数学科卒業。東京大学大学院数理科学研究科数理科学専攻修士課程修了。同専攻博士課程修了。2016年からQuizKnockに加入し、現在はYouTube動画への出演のほか、ゲーム・アプリ開発も行う。ワタナベエンターテインメント所属。

## 来歴・人物
鳥取県鳥取市出身。父は鳥取大学農学部元教授で動物分類学者の鶴崎展巨。母は武蔵野音楽大学出身でオペラ歌手の鶴崎千晴。
2016年10月19日放送のTBSのクイズ番組「東大王2016」に出演し、テレビクイズ番組初出場ながら初優勝という快挙を成し遂げた。2017年4月30日より、TBS「東大王」に東大王チームとしてレギュラー出演している。伊沢拓司や水上颯、鈴木光とはそれぞれが「東大王」卒業するまで東大王チームとして共に戦っていた。2020年3月に東大王を卒業した前大将の水上から次期大将の座を託されている。2023年3月末での東京大学大学院数理科学研究科博士課程修了に伴い、2023年3月15日の放送分をもって番組を卒業した。
知能指数は165。この数値は、TV番組を観て実施したテストを自己採点で判定した結果である。「東大王」出演時にも「IQ165の天才」の肩書きを持つ。
今までサインを持っていたことがなかったため、『Quizknock5周年記念展』をきっかけとして、QuizKnockのサブチャンネルでの鶴崎のサインを決める動画内で「鶴」をモチーフにしたサインが考案、採用された。

## 出演

### テレビ
- 東大王（TBS、2017年4月 - 2023年3月15日・2024年9月18日[注釈 1]）
- オールスター感謝祭（TBS）
  - オールスター感謝祭2017秋（2017年10月7日） - 東大王として出演[15]
  - オールスター感謝祭2018秋（2018年10月6日） - 東大王として出演[15]
- 天才キッズ全員集合〜君ならデキる!!〜（テレビ朝日、2018年1月2日）[16]
- 水曜日のダウンタウン（TBS、2019年7月31日[17]、2021年3月17日[18]）- 東大王として出演
- 生たまごBang!（山陰放送、2019年9月4日）[19]
- 櫻井・有吉 THE夜会（TBS、2020年3月12日） - 東大王として出演[20]
- 中居正広の金曜日のスマイルたちへ（TBS、2020年3月13日[21]、2021年11月5日[22]） - 東大王として出演
- STAYHOME 自習のススメ（中京テレビ、2020年5月18日、5月21日、5月27日）[23]
- オトラクション（TBS、2020年8月29日） - 東大王として出演[24]
- プレバト!!（MBS・TBS、2020年9月24日） - 東大王として出演[25]
- スーパー4Kマジック（BS朝日）
  - スーパー4Kマジック第6弾 新時代突入！Mr.マリックVS最強東大生（2021年1月31日）[26]
  - スーパー4Kマジック第7弾 Mr.マリックVS最強の東大生 驚異の最新ミステリー20連発!（2021年6月20日）[27]
  - スーパー4Kマジック第8弾 Mr.マリックVS驚異の天才軍団（2022年12月4日）[28]
- 堀潤モーニングFLAG（TOKYO MX、2021年4月19日[29]、6月22日[30]、8月20日[31]、9月14日[32]）
- NEWニューヨーク（テレビ朝日、2021年9月16日[33]、2023年3月15日[34]、3月29日[35]）
- 記憶力闘技場 決定!最強記憶王は誰だ!?（2022年3月26日、BS日テレ）[36]
- 異業種ポーカーバトル『カケヒキ』（TOKYO MX、2023年2月23日 - 3月9日[37]）
- クイズプレゼンバラエティー Qさま!!（テレビ朝日、2023年5月1日[38]、9月11日[39]、11月20日[40]、2024年1月29日[41]、2月19日[42]、5月6日[43]、6月24日[44] 〜）- QuizKnockとして出演
- ネプリーグ（フジテレビ、2023年5月8日・29日）
- 30人の何者!?（フジテレビ、2023年6月29日）[45]
- 青谷灯台物語〜人と海をつなぐ未来の灯り〜（日本海テレビ、2024年2月25日）[46]
- ラヴィット!（TBS）
  - ゲームプレイヤーとして出演（2024年8月9日 - [47]）
  - 月曜「ラヴィット!ファミリー」（シーズンレギュラー）（2025年4月7日 - 6月23日[48]）
- ジャッジ12（フジテレビ、2025年3月22日）- 解答者[49]
- まじもん！（RKB毎日放送、2023年4月19日～）-『福岡えこひいきクイズ』にQuizKnockチームとして出演

- Z会Presentsオテンキのりと菅井友香のレコメン!（文化放送、2019年3月18日）[50]
- たまむすび（TBSラジオ、2019年8月14日） - 伊沢拓司の代役として出演[51]
- 原晋のふるさとおしゃべり駅伝（RCCラジオ、2021年1月24日）[52]

### インターネット番組

#### 現在の出演
- 鶴崎修功の鶴チャン（ニコニコ動画、2020年7月29日 - ）[53]

#### 過去の出演
- 水上颯のクイズ王チャンネル（ニコニコ動画、不定期出演）[54]

## 著書

### 書籍
- 鶴崎修功『カジュアルな算数・数学の話』クラーケン、2021年11月27日。ISBN 978-4-910315-06-5。
- 鶴崎修功『文系でも思わずハマる数学沼』マガジンハウス、2023年4月20日。ISBN 978-4-8387-3237-1。

### 論文
- 鶴崎修功「Rank 2 symmetric hyperbolic Kac-Moody Lie algebra においてreal root vector の張る空間にnilpositive element をもつsl2-triple」『2020年度表現論シンポジウム講演集』、表現論シンポジウム講演集刊行会、81-92頁。doi:10.34508/repsympo.2020.0_81。ISSN 2435-7138。 NAID 130008118784。